# Bicyclus decemoculi
Bicyclus decemoculi är en fjärilsart som beskrevs av Birket-smith 1960. Bicyclus decemoculi ingår i släktet Bicyclus och familjen praktfjärilar. Inga underarter finns listade i Catalogue of Life.